# Kanda (quartier)
Pour les articles homonymes, voir Kanda.
Kanda (神田, littéralement « Le (ou les) champs divin(s) ») est un quartier situé dans l'arrondissement de Chiyoda (l'un des 23 arrondissements spéciaux de la Tokyo), entre le côté nord-est du parc du Palais impérial de Tokyo et le long de la rive sud de la rivière Kanda-gawa. 
Nombreux y sont les bons restaurants pas chers, souvent très fréquentés par les salary-men des nombreuses sociétés avoisinantes parmi lesquelles se trouve le Nikkei, à la limite du quartier d'Otemachi. 
Plusieurs campus d'universités se trouvent à Kanda, dont celui d'économie de l'Université Nihon.
Kanda est également réputé pour ses librairies anciennes mais n'en compte en fait que très peu, car celles-ci se situent surtout dans la partie sud-ouest de Kanda, le quartier de Jimbocho, que l'on peut rejoindre à pied.

## Transports
Il regroupe une gare du réseau JR East ainsi que plusieurs stations du réseau du Tokyo Metro, étant traversé par trois lignes est-ouest et trois lignes nord-sud. 
La gare de Kanda permet d'emprunter les lignes de train Yamanote, Chūō, Keihin-Tōhoku et Ginza, reliant ainsi les gares de Tokyo, Shinjuku, Akihabara ou encore Ōmiya. 
|              |                            | Komagome                   | -                          | Tabata                     | -                          | Nishi-Nippori              | -                          | Nippori                    | -                          | Uguisudani                 | -                          | Ueno         |
| Sugamo       | Gares de la ligne Yamanote | Gares de la ligne Yamanote | Gares de la ligne Yamanote | Gares de la ligne Yamanote | Gares de la ligne Yamanote | Gares de la ligne Yamanote | Gares de la ligne Yamanote | Gares de la ligne Yamanote | Gares de la ligne Yamanote | Gares de la ligne Yamanote | Gares de la ligne Yamanote | Okachimachi  |
| Ōtsuka       | Gares de la ligne Yamanote | Gares de la ligne Yamanote | Gares de la ligne Yamanote | Gares de la ligne Yamanote | Gares de la ligne Yamanote | Gares de la ligne Yamanote | Gares de la ligne Yamanote | Gares de la ligne Yamanote | Gares de la ligne Yamanote | Gares de la ligne Yamanote | Gares de la ligne Yamanote | Akihabara    |
| Ikebukuro    | Gares de la ligne Yamanote | Gares de la ligne Yamanote | Gares de la ligne Yamanote | Gares de la ligne Yamanote | Gares de la ligne Yamanote | Gares de la ligne Yamanote | Gares de la ligne Yamanote | Gares de la ligne Yamanote | Gares de la ligne Yamanote | Gares de la ligne Yamanote | Gares de la ligne Yamanote | Kanda        |
| Mejiro       | Gares de la ligne Yamanote | Gares de la ligne Yamanote | Gares de la ligne Yamanote | Gares de la ligne Yamanote | Gares de la ligne Yamanote | Gares de la ligne Yamanote | Gares de la ligne Yamanote | Gares de la ligne Yamanote | Gares de la ligne Yamanote | Gares de la ligne Yamanote | Gares de la ligne Yamanote | Tokyo        |
| Takadanobaba | Gares de la ligne Yamanote | Gares de la ligne Yamanote | Gares de la ligne Yamanote | Gares de la ligne Yamanote | Gares de la ligne Yamanote | Gares de la ligne Yamanote | Gares de la ligne Yamanote | Gares de la ligne Yamanote | Gares de la ligne Yamanote | Gares de la ligne Yamanote | Gares de la ligne Yamanote | Yūrakuchō    |
| Shin-Ōkubo   | Gares de la ligne Yamanote | Gares de la ligne Yamanote | Gares de la ligne Yamanote | Gares de la ligne Yamanote | Gares de la ligne Yamanote | Gares de la ligne Yamanote | Gares de la ligne Yamanote | Gares de la ligne Yamanote | Gares de la ligne Yamanote | Gares de la ligne Yamanote | Gares de la ligne Yamanote | Shimbashi    |
| Shinjuku     | Gares de la ligne Yamanote | Gares de la ligne Yamanote | Gares de la ligne Yamanote | Gares de la ligne Yamanote | Gares de la ligne Yamanote | Gares de la ligne Yamanote | Gares de la ligne Yamanote | Gares de la ligne Yamanote | Gares de la ligne Yamanote | Gares de la ligne Yamanote | Gares de la ligne Yamanote | Hamamatsuchō |
| Yoyogi       | Gares de la ligne Yamanote | Gares de la ligne Yamanote | Gares de la ligne Yamanote | Gares de la ligne Yamanote | Gares de la ligne Yamanote | Gares de la ligne Yamanote | Gares de la ligne Yamanote | Gares de la ligne Yamanote | Gares de la ligne Yamanote | Gares de la ligne Yamanote | Gares de la ligne Yamanote | Tamachi      |
| Harajuku     | -                          | Shibuya                    | -                          | Ebisu                      | -                          | Meguro                     | -                          | Gotanda                    | -                          | Ōsaki                      | -                          | Shinagawa    |